# Clarke megye (Georgia)
Clarke megye az Amerikai Egyesült Államokban, azon belül Georgia államban található. Megyeszékhelye és legnagyobb városa Athens. Lakosainak száma 128 671 fő (2020. április 1.). Clarke megye Madison, Oconee, Oglethorpe, Jackson és Barrow megyékkel határos.

## Népesség
A megye népességének változása:
| Lakosok száma | 117 314 | 118 586 | 120 310 | 121 265 | 123 912 | 128 671 |
|               | 2010    | 2011    | 2012    | 2013    | 2015    | 2020    |